# Jean's Evidence
Jean's Evidence è un cortometraggio muto del 1913 diretto da Laurence Trimble.
Jean era la Border Collie di Trimble che le fece girare numerosi film facendola diventare una delle primissime star canine dello schermo.

## Produzione
Il film fu prodotto dalla Turner Films, la casa di produzione di Florence Turner, diretta da Laurence Trimble.

## Distribuzione
Distribuito dalla Hepworth, il film - un cortometraggio di due bobine - uscì nel Regno Unito nell'agosto 1913, venendo poi presentato nelle sale cinematografiche statunitensi il 12 gennaio 1914, distribuito attraverso la Blinkhorn Photoplays Corp.